# Чери Крик (Њујорк)
Чери Крик (енгл. Cherry Creek) град је у америчкој савезној држави Њујорк.

## Демографија
По попису из 2010. године број становника је 461, што је 90 (-16,3%) становника мање него 2000. године.
| Група             | 2000.       | 2010.       |
| Белци             | 534 (96,9%) | 443 (96,1%) |
| Афроамериканци    | 1 (0,2%)    | 1 (0,2%)    |
| Азијати           | 2 (0,4%)    | 2 (0,4%)    |
| Хиспаноамериканци | 7 (1,3%)    | 12 (2,6%)   |
| Укупно            | 551         | 461         |